# 岩国市立平田中学校
岩国市立平田中学校（いわくにしりつひらたちゅうがっこう）は、山口県岩国市平田6丁目にある市立中学校。

## 概要
梅ヶ丘団地の造成と共に1981年4月に開校。開校以前は平田小学校を卒業した後、岩国中学校に進学することになっていた為、地区にとってはとても不便であった。
校歌は開校から7ヶ月が経過した1980年11月に制定。作詞は杉本春生、作曲は吉田矢健治による。
創立30周年を迎えた2010年、生徒が主体となって開かれる体育祭や文化祭は、従来の「第○○回体育祭/文化祭」という名称ではなく、「創立30周年記念体育祭/文化祭」という名称で行われた。また、同年の文化祭で、学校オリジナルソング、「ありがとう〜仲間に伝えるこの言葉〜」が披露された（後述）。

## 沿革
- 1981年（昭和56年）
  - 4月 - 開校（岩国中学校から分離独立）
  - 11月 - 校歌、校旗制定。
- 1982年（昭和57年）4月 - 講堂、第2校舎竣工。
- 1984年（昭和59年）4月 - プール、部室竣工。
- 1989年（平成元年）4月 - 格技場竣工。
- 1990年（平成2年）- 開校10周年。
- 2000年（平成12年）- 開校20周年。
- 2010年（平成22年）- 開校30周年。
  - 9月12日 - 創立30周年記念体育祭開催。
  - 10月23日 - 創立30周年記念文化祭開催。創立30周年記念学校オリジナルソング「ありがとう〜仲間に伝えるこの言葉〜」（平成22年度同校在校生一同作詞、竹田亜紀子教諭作曲）を初披露。
- 2020年（令和2年）- 開校40周年。

## 創立30周年記念ソング
学校が創立30周年を迎えるにあたり、何か後世に伝えられるものはないかと、当時の生徒達が考え、具現化されたのがオリジナルソング、「ありがとう〜仲間に伝えるこの言葉〜」である。先述の通り、同年の文化祭で初披露され、また、2011年の卒業式の時には、合唱バージョンに編曲されたものが披露された。以降、例年のように同校の文化祭や卒業式で歌われており、学校を代表する楽曲となっている。（詳しいことは創立30周年記念HPを参照のこと。）

## アクセス
- いわくにバス「平田中学校」バス停下車徒歩3分程度。

## 著名な出身者
- MIKAKO（ポエムピクチャーアーティスト）[1]※シャンソン歌手のMIKAKOとは無関係。
- 岡田彩愛（ハンドボール選手）
- 徳田新之介（ハンドボール選手）
- 徳田廉之介（ハンドボール選手）
- 藤川翔大（ハンドボール選手）
- 横田希歩（ハンドボール選手）

## 周辺

### 梅ヶ丘団地内
- 岩国南幼稚園
- 梅ヶ丘保育園

### 梅ヶ丘団地外
- 岩国市立平田小学校（梅ヶ丘団地北のすみれヶ丘団地内にある。）
- 中央フード平田店・クスリ岩崎チェーン岩国平田店・パレット平田店（梅ヶ丘団地を降りた先にある。）
- ウエムラエナジー本社・ENEOS平田GS